# Comanda

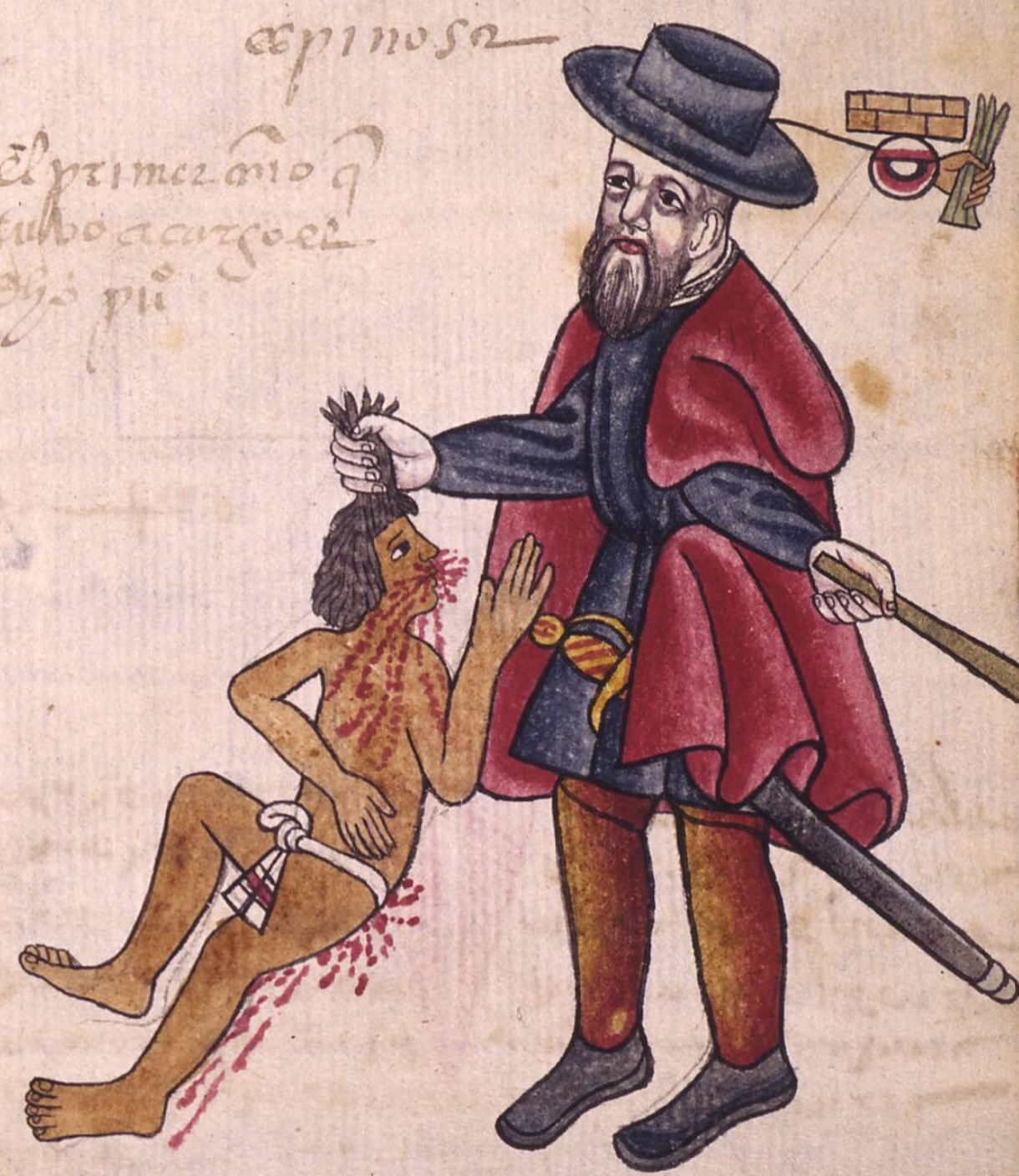
Còdex Kingsborough: un comanador abusant d'un indi. Còpia de l'italià Agostino Agli 1825-1826, per Lord Kingsborough.

La comanadoria o comanda –encomienda en castellà– era una institució originada de l'edat mitjana, sent territoris, immobles, rendes o beneficis que pertanyien als ordes militars, al capdavant de les quals s'hi col·locava un comanador que era l'encarregat de rebre les rendes i distribuir-les. Les comandes van esdevenir autèntiques circumscripcions dels ordes militars. A l'edat moderna les comandes van continuar subsistint de la mateixa manera que ho havien fet a l'edat mitjana i fins al segle xix quan va ser desballestat l'estat feudal per crear l'estat modern.
La encomienda va ser una institució que els castellans van crear a Amèrica per evitar els abusos que els colonitzadors infligien als indígenes, sent un dret atorgat pel monarca a favor del comanador, el qual rebia tots els pobles conquerits, a canvi d'encarregar-se de recaptar els impostos i les taxes que els indis havien de pagar a la monarquia. El comanador tenia l'obligació de vetllar pel benestar dels indígenes, tant en l'àmbit espiritual, com en el terrenal, assegurant la seva protecció i el seu adoctrinament cristià. Les comandes van evolucionar en un sistema de treball forçat per als indígenes en benefici dels comandadors castellans o criolls.